# Вигберт (Майсен)
Вигберт (на немски: Wigbert, † пр. 976) е първият маркграф на Майсен от 965 до 976 г.
През 965 г. император Ото I Велики образува след смъртта на Геро I Железния († 20 май 965), маркграф на Саксонската източна марка (Остмарк, marchia orientalis), Маркграфство Майсен в днешна Саксония и назначава Вигберт за маркграф.
Вигберт е наследен 976 г. от Титмар I, който също е маркграф и на Мерзебург и по майчина линия племенник на Геро I.